# Hypophylla
Hypophylla es un género de mariposas de la familia Riodinidae.

## Descripción
Especie tipo Hypophylla zeurippa Boisduval, 1836.

## Diversidad
Existen 6 especies reconocidas en el género, todas ellas tienen distribución neotropical.